# Инхибин
Секрецията на инхибин от сертолиевите клетки подлежи на централен контрол и се стимулира от FSН. Тъй като потиска концентрацията на FSН от аденохипофизата съществува силно изразена отрицателна корелация между концентрацията му и тази на гонадотропния хормон. По този начин инхибина успоредно с редица полови стероиди, оказва съществена роля при хормоналната регулация на функцията на тестисите, посредством обратната отрицателна връзка. циркулиращия в периферната кръв инхибин при мъжките животни и мъжа произхожда от тестисите. Доказано е наличието му също така и в хипофизата, кората на надбъбреците, далака, костния мозък и главния мозък. Там той играе роля като растежен и фактор спомагащ деференцирането.